# Similosodus
Similosodus – rodzaj chrząszczy z rodziny kózkowatych i podrodziny zgrzypikowych.

## Zasięg występowania
Przedstawiciele tego rodzaju występują w Azji Południowo-Wschodniej, na Nowej Gwinei, w Australii, na Tajwanie, w Indiach i na Sri Lance oraz w azjatyckiej części Rosji.

## Systematyka
Do Similosodus należy 27 gatunków i 3 podrodzaje:

- Podordzaj: Similosodus McKeown, 1945
  - Similosodus atrofasciatus
  - Similosodus birmanicus
  - Similosodus castaneus
  - Similosodus chinensis
  - Similosodus chujoi
  - Similosodus flavicornis
  - Similosodus fuscosignatus
  - Similosodus papuanus
  - Similosodus punctiscapus
  - Similosodus taiwanus
  - Similosodus torui
  - Similosodus unifasciatus
  - Similosodus ursuloides
  - Similosodus ursulus
  - Similosodus verticalis

Podrodzaj: Transversesodus Breuning, 1961
- - Similosodus bedoci
  - Similosodus burckhardti
  - Similosodus choumi
  - Similosodus coomani
  - Similosodus palavanicus
  - Similosodus persimilis
  - Similosodus samaranus
  - Similosodus signatus
  - Similosodus strandi
  - Similosodus transversefasciatus

Podrodzaj: Venosodus Breuning, 1961
- - Similosodus variolosus
  - Similosodus venosus